# Fachstelle Radikalisierungsprävention und Engagement im Naturschutz
Die Fachstelle Radikalisierungsprävention und Engagement im Naturschutz (kurz FARN) wurde im Oktober 2017 von den NaturFreunden Deutschlands und der Naturfreundejugend Deutschlands gegründet.

## Grundsätze
FARN untersucht die historischen und aktuellen Verknüpfungen des deutschen Natur- und Umweltschutzes mit extrem rechten und völkischen Strömungen, macht biologistische und rassistische Kontinuitäten im Natur- und Umweltschutz sichtbar, identifiziert rechtsextreme und menschenverachtende Ideologien und Denkmuster im Natur- und Umweltschutz und erarbeitet menschenbejahende und demokratiefördernde Gegenentwürfe und bietet Information, Beratung und Qualifikation für Akteure des Natur- und Umweltschutzes, der Kinder- und Jugendhilfe sowie für Jugendliche und junge Erwachsene.

## Geschichte
Im Oktober 2017 haben die NaturFreunde Deutschlands und die Naturfreundejugend Deutschlands gemeinsam die Fachstelle Radikalisierungsprävention und Engagement im Naturschutz (FARN) gegründet. FARN wurde von 2017 bis 2019 vom Bundesministerium für Familie, Senioren, Frauen und Jugend im Rahmen des Bundesprogramms „Demokratie leben“  gefördert.

## Standort
Die Bundesgeschäftsstelle der NaturFreunde Deutschlands e.V. befindet sich in der Warschauer Str. 58a/59a in Berlin. Dort hat auch die Fachstelle Radikalisierungsprävention und Engagement im Naturschutz (FARN) ihren Sitz. Eine Außenstelle der Fachstelle Radikalisierungsprävention und Engagement im Naturschutz (FARN) befindet sich in Bielefeld.

## Publikationen
- Ökolandbau und extrem rechte Ideologien: Weshalb die Landwirtschaft diverser werden muss., von Lea Fischer, Luise Bergmann, Josephine Burkhardt und Patrick Ender
- Rechtsextreme Ideologien im Natur- und Umweltschutz, DIN-A4-Broschüre, 32 Seiten, Eigenverlag, Berlin, 2018
- Aspekte Gruppenbezogener Menschenfeindlichkeit im Natur- und Umweltschutz – eine Debatte, DIN-A4-Broschüre, 36 Seiten, Eigenverlag, Berlin, 2019.
- Love Nature. Not Fascism. Demokratischen Umwelt- und Naturschutz gestalten, DIN-A4-Broschüre, 40 Seiten, Eigenverlag, Berlin, 2019.
- Prima Klima? Natur- und Umweltschutz in Zeiten gesellschaftlicher Polarisierung, DIN-A4-Broschüre, 32 Seiten, Eigenverlag, Berlin, 2019.
- Wenn Rechtsextreme von Naturschutz reden – Argumente und Mythen. Ein Leitfaden, DIN-A4-Broschüre, 28 Seiten, Eigenverlag, Berlin, 2019.
- Die extreme Rechte zwischen Klimawandelleugnung und Klimanationalismus,  DIN-A4-Broschüre, 44 Seiten, Eigenverlag, Berlin, 2021.